# Городское поселение город Бирюч
Городско́е поселе́ние «Го́род Бирю́ч» — муниципальное образование в Красногвардейском районе Белгородской области.
Административный центр — город Бирюч.

## История
20 декабря 2004 года в соответствии с Законом Белгородской области № 159 было образовано городское поселение «Посёлок Красногвардейское». 30 января 2007 года на основании Федерального закон № 7-ФЗ город Красногвардейское  был переименован в Бирюч, а городское поселение — в «Город Бирюч».

## Население
| 2010  | 2011  | 2012  | 2013  | 2014  | 2015  | 2016  | 2017  | 2018  |
| ----- | ----- | ----- | ----- | ----- | ----- | ----- | ----- | ----- |
| 8073  | ↘8063 | ↘7919 | ↘7673 | ↘7525 | ↘7476 | ↘7454 | ↘7411 | ↗7446 |
| 2019  | 2020  | 2021  |       |       |       |       |       |       |
| ↗7486 | ↗7685 | ↘7322 |       |       |       |       |       |       |

## Состав городского поселения
| № | Населённый пункт | Тип населённого пункта        | Население |
| - | ---------------- | ----------------------------- | --------- |
| 1 | Бирюч            | город, административный центр | ↘7114     |
| 2 | Никольский       | посёлок                       | ↘47       |
| 3 | Садки            | село                          | ↘180      |